# Ганьківці
Га́ньківці — село Заболотівської селищної громади Коломийського району Івано-Франківської області. До 2020 року входило до Снятинського району.

## Розташування
Село має багато частин (кутків): гора, долинки, дранева, загороди, кума, долина, феревеґа, баранівка, коло горішнєчки, підкума. 
Ганьківці — центр сільської Ради. Віддаль до районного центру — 18 км, до залізничної станції Заболотів — 15 км. Населення — 1534 особи.

## Історія
На околиці села Ганьківців виявлено поховання і поселення перших століть нашої ери.
Перша згадка про Ганьківці належить до 1565 року. Селяни Ганьківців брали активну участь у нападі на замки Печеніжина і Городенки.
В кінці XIX — на початку XX ст. понад 100 мешканців села емігрувало за океан, шукаючи кращої долі.
У Другій світовій війні на боці СРСР воювали 242 жителі села. 197 чоловік нагороджено орденами й медалями СРСР. В селі встановлено обеліск односельчанам, які загинули від рук нацистських окупантів. 
Заступник голови Заболотівського райвиконкому Іван Голубцов зрешетив із ППШ дві дівчини із села Ганьківців Снятинського району — Марію Ворощук та Анну Гушпит. Про це писав крайовий референт пропаганди «Гомін» (Михайло Дяченко) в своєму листі до Степана Бандери в травні 1950 року: «Не знаю, чи й самі Шевченко або Данте зумів би перелляти все те на папір, що доводиться тут переносити українському народові в кігтях всевладного МГБ».
На території села розміщалась бригада колгоспу ім. Суворова (центральна садиба знаходиться в селі Шевченковому). Виробничий напрям бригади — рільництво й тваринництво. За нею закріплено 1100 га сільськогосподарських угідь.

## Сьогодення
У Ганьківцях є середня школа, будинок культури, дві бібліотеки, відділення зв'язку, медпункт, сільмаг і продмаг.
За останні 20 років справили новосілля понад 350 сімей.
Церква Успіння Святої Богородиці. Настоятель храму прот. Василь Семотюк.

## Населення

### Мова
Розподіл населення за рідною мовою за даними перепису 2001 року:
| Мова            | Кількість | Відсоток |
| --------------- | --------- | -------- |
| українська      | 1695      | 99.58%   |
| російська       | 4         | 0.24%    |
| німецька        | 1         | 0.06%    |
| румунська       | 1         | 0.06%    |
| інші/не вказали | 1         | 0.06%    |
| Усього          | 1702      | 100%     |

## Пов'язані з селом
Навчався Анатолій Васильович Василик (29.05.1994 - 23.07.2016) — навідник гармати у складі 10-ї окремої гірсько-штурмової бригади Збройних Сил України, загинув на полі бою під с. Богоявленка Мар’їнського району Донецької області, героїчно захищаючи Україну від російських окупантів, у школі встановлено меморіальну дошку.